# Папірус з Дервені

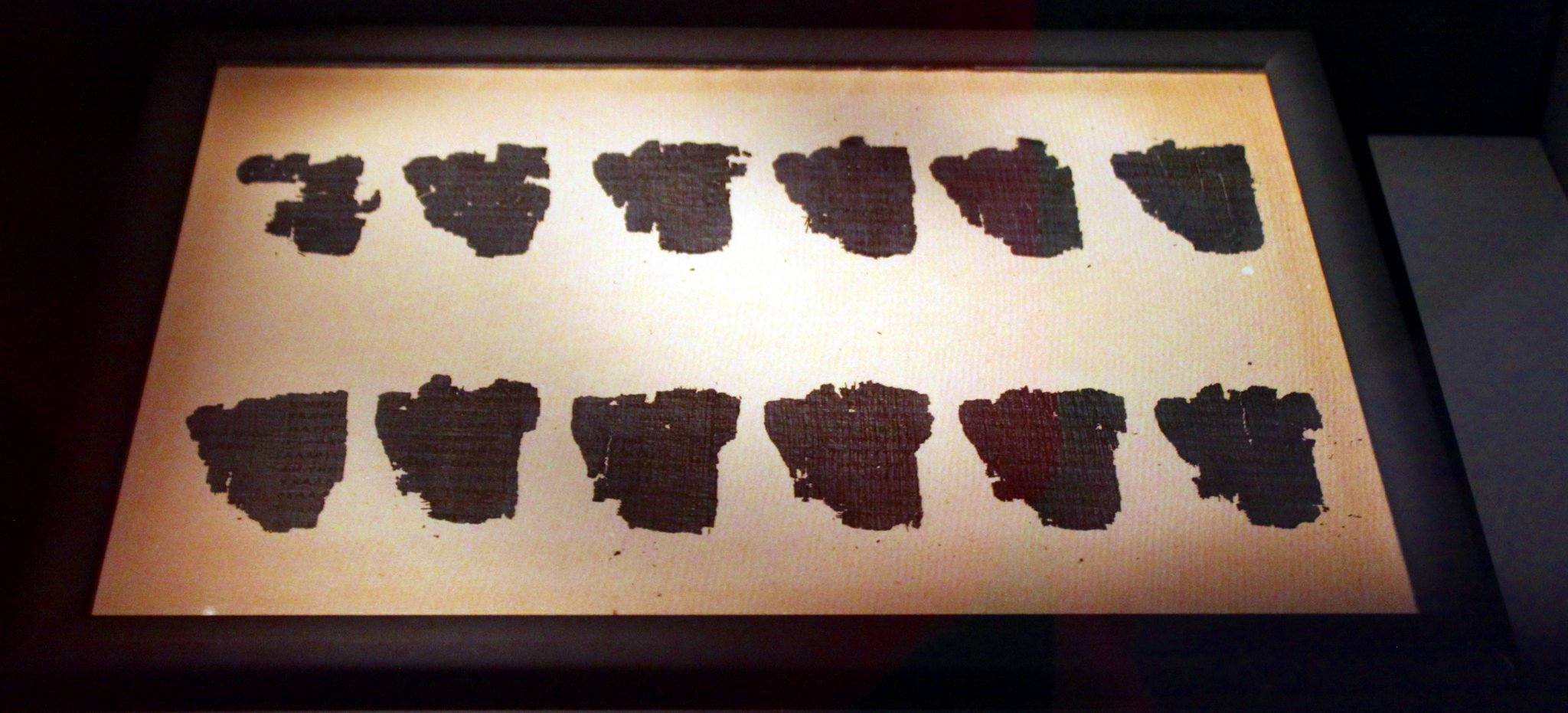

Папірус з Дервені — давньогрецький папірус, який був виявлений в 1962 році серед залишків похоронного багаття в античному похованні поблизу ущелини Дервені, через яку проходить дорога, яка веде з Салоніки в східну Македонію і Фракію. Це найстаріша книга Європи.  

## Історія знахідки
Папірус зберігся частково. Автори відкриття датували документ близько 340 року до н.е., тобто часом правління Філіпа II, батька Александра Великого, хоча трактат, написаний на ньому загостреним очеретом, відноситься до 5 століття до н.е. Сучасний грецький філософ Апостолос Піерріс впевнений в тому, що трактат був написаний ще в 5 ст. до Різдва Христового. Папірус складається з дев'яти таблиць і 266 маленьких фрагментів, розмір яких коливається від поштової марки до сочевиці. Вважається, що автор належав до середовища Анаксагора. Папірус зберігається в Археологічному музеї Салонік. Одна зі сторінок папірусу експонується в Археологічному музеї міста Салоніки. 

## Зміст
На обвуглених аркушах папірусу частково зберігся текст з алегоричним тлумаченням орфічної теогонії і космогонії, що представляє розхожий тип навчальної літератури того часу. Дервенійський папірус містить коментар до орфічної поеми. Крім тлумачення до орфічної поемі автор дервенійського папірусу обговорює також сни, оракули, ритуали священнодійства.  Зміст трактату є дуже важливим для розуміння давньогрецької філософії і релігії.

## Об'єктВсесвітньої спадщини ЮНЕСКО
Для того, щоб офіційно бути зареєстрованим в каталозі ЮНЕСКО, папірус повинен бути виставлений на загальний огляд в повному обсязі. Це і стало основною причиною того, що питання про включення всіх розділів папірусу в постійну експозицію Археологічного музею Салоникі обговорювалося на Раді музеїв на початку листопада 2014 року. У 2014 році Греція запропонувала папірус з Дервені для включення до всесвітнього реєстру Пам'яті світу. Міжнародна консультативна рада Програми, яка відбулася в Абу-Дабі в Об'єднаних Арабських Еміратах з 4 по 6 жовтня 2015 року, схвалила реєстрацію папірусу Дервені як самої давньої книги Європи. Це перший грецький документ в Міжнародному списку програми ЮНЕСКО «Пам'ять світу».